# Jolanta Bebel-Rzymowska
Jolanta Krystyna Bebel-Rzymowska-Kolik (Varsavia, 4 dicembre 1950) è un'ex schermitrice polacca, vincitrice di una medaglia di bronzo ai campionati mondiali di scherma.
È la moglie di Bronisław Bebel.